# Kristendemokratisk Ungdomsparti
KristenDemokratisk Ungdom (forkortet KDU) er den politiske ungdomsorganisation tilknyttet KristenDemokraterne. Foreningen blev stiftet i oktober 2010 som Unge Kristendemokrater, efter Kristendemokraterne havde opnået opstilling til Folketinget, og skiftede til det nuværende navn ved generalforsamlingen i 2018.
Kristendemokraterne havde fra 2007-2010 stået uden ungdomsorganisation, da det tidligere Kristendemokratisk Ungdom løsrev sig og blev til tænketanken Cura Ungdom i forbindelse med valgnederlaget i 2007. Kristian S. Larsen blev konstitueret som formand ved den stiftende generalforsamling og genvalgt ved generalforsamlingen i 2011. Aron Henning blev valgt til formand ved generalforsamlingen i 2012. I 2013 blev Isabella Arendt Laursen valgt til formand.
I 2016 valgte Isabella Arendt Laursen at trække sig som landsformand, ifm. landsmødet, og herefter blev Jacob Hellwing, uden modkandidater, valgt som formand.
Ved folketingsvalget i 2011 var 14 folketingskandidater fra det daværende Unge Kristendemokrater opstillet på Kristendemokraternes liste; partiet og kandidaterne blev ikke valgt ind.
I oktober 2020 blev Hanna-Maria Smed Molte Lyng, uden modkandidater, valgt som formand.
I april 2024 trak Hanna-Maria Smed Molte Lyng sig som landsformand. Magnus Pedersen Rothmann er fungerende landsformand indtil det kommende ekstraordinære landsmøde.

## Skolevalgsresultater
KDU har været med til skolevalg 3 gange, i 2015, 2019 og 2021. KDUs moderparti Kristendemokraterne, var ikke opstillingsberettigede ved skolevalgene i 2017 og 2024, og derfor kunne KDU heller ikke deltage.
| Valg | Formand                     | Stemmer | %   | Mandater | +/-     | Mærkesag #1                         | Mærkesag #2                            | Mærkesag #3                                 |
| ---- | --------------------------- | ------- | --- | -------- | ------- | ----------------------------------- | -------------------------------------- | ------------------------------------------- |
| 2015 | Isabella Arendt             |         | 0,9 | 0 / 175  | Uændret | Indfør niveauopdeling i folkeskolen | Adskil kirke og stat                   | Afskaf nationale test i folkeskolen         |
| 2019 | Jacob Hellwing              | 801     | 1,3 | 0 / 175  | Uændret | Kortere skoledage i folkeskolen     | Danmark skal tage kvoteflygtninge      | Flere ungdomsuddannelser i udkantsområderne |
| 2021 | Hanna-Maria Smed Molte Lyng | 467     | 0,6 | 0 / 175  | Uændret | Afskaf arveafgiften                 | Afskaf brugerbetaling på psykologhjælp | Niveauinddeling i folkeskolen               |

## Formandskaber
Landsformand og næstformænd for KDU.
- 2010-2011 Kristian S. Larsen og Andreas Müller
- 2011-2012 Kristian S. Larsen og Aron Henning
- 2012-2013 Aron Henning og Peter Bjerre (politisk), Christian Medom Jensen (organisatorisk)
- 2013-2015 Isabella Arendt Laursen og Simon Lavdal-Pedersen (politisk)
- 2015-2016 Isabella Arendt Laursen og Simon Lavdal-Pedersen (politisk), Jacob Rabjerg (organisatorisk)
- 2016-2017 Jacob Hellwing og Simon Lavdal-Pedersen (politisk), Jacob Rabjerg (organisatorisk)
- 2017-2018 Andreas M. Müller og Simon Lavdal (politisk), Jackie Damkjær Hansen (organisatorisk)
- 2018-2019 Jacob Hellwing og Matthias Ripley Eilsøe (politisk), Jackie Damkjær Hansen (organisatorisk)
- 2019-2020 Jacob Hellwing og Matthias Ripley Eilsøe
- 2020-2024 Hanna-Maria Smed Molte Lyng
- 2024- Magnus Pedersen Rothmann